# フランシスク・プールボ
フランシスク・プールボ（Francisque Poulbot、1879年2月6日 - 1946年9月16日）はフランスのイラストレーター、ポスター画家である。

## 略歴
パリ近郊のセーヌ＝サン＝ドニ県のサン＝ドニの教師の家に生まれた。絵の才能に恵まれていたが、美術学校には進まず、1900年頃から出版物のイラストを描くようになった。モンマルトルで暮らすようになり、1914年に結婚した。第一次世界大戦が始まると愛国的なポスターや絵葉書の作者となった。
1920年と1921年の間、アドルフ・ウィレットやジャン＝ルイ・フォラン、モーリス・ヌーモンらの芸術家のモンマルトルの自治を讃えるイベントを開催する団体「モンマルトル共和国」(République de Montmartre)に参加した。1923年にパリのルピック通りに貧しい子供の救済のための診療所、 Les P'tits Poulbotsを開いた。その経歴から、第二次世界大戦中は、パリを占領したドイツ軍によって自宅に軟禁された。

## 作品

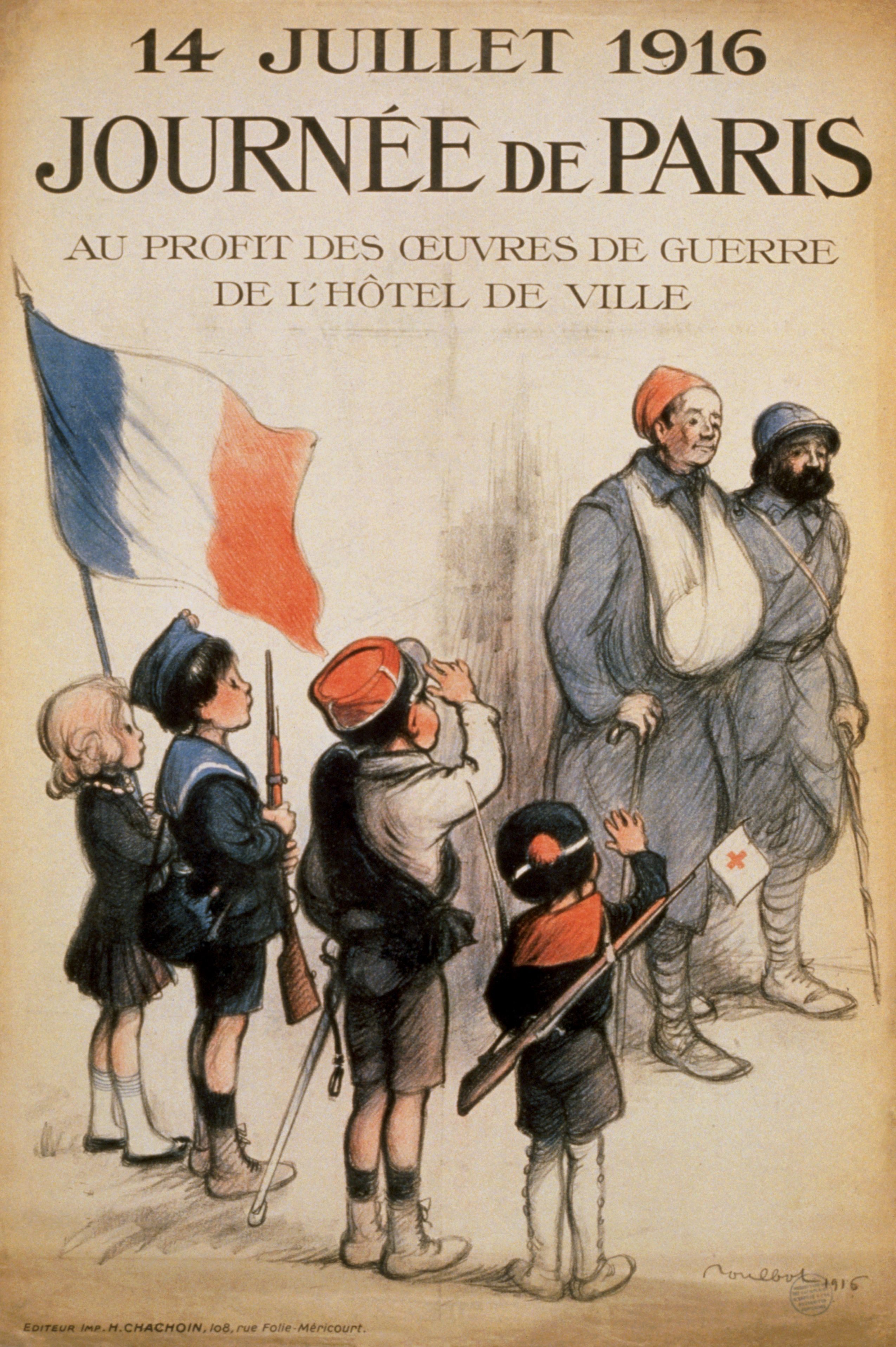
(1916)
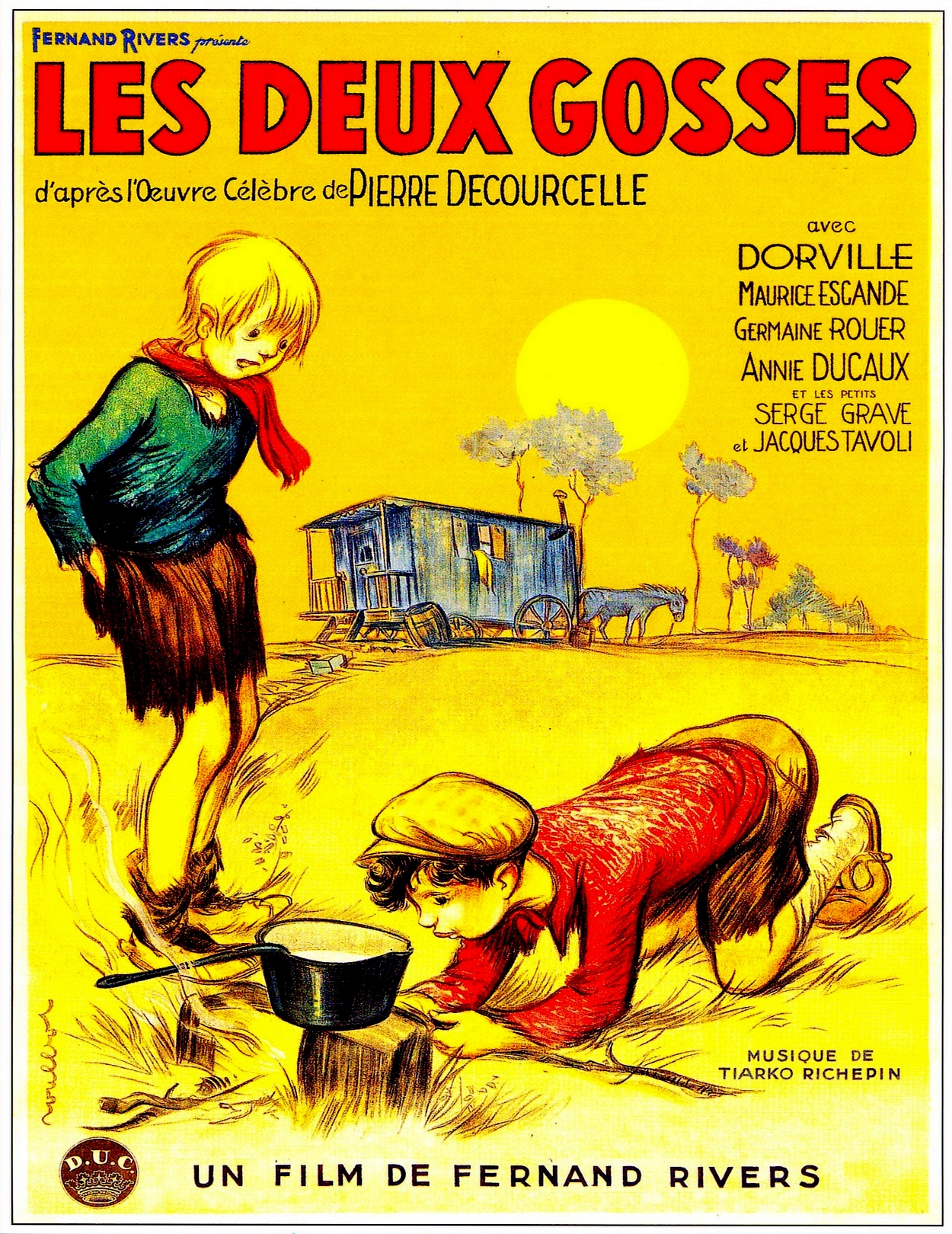
1936年の映画"Les deux Gosses"のポスター
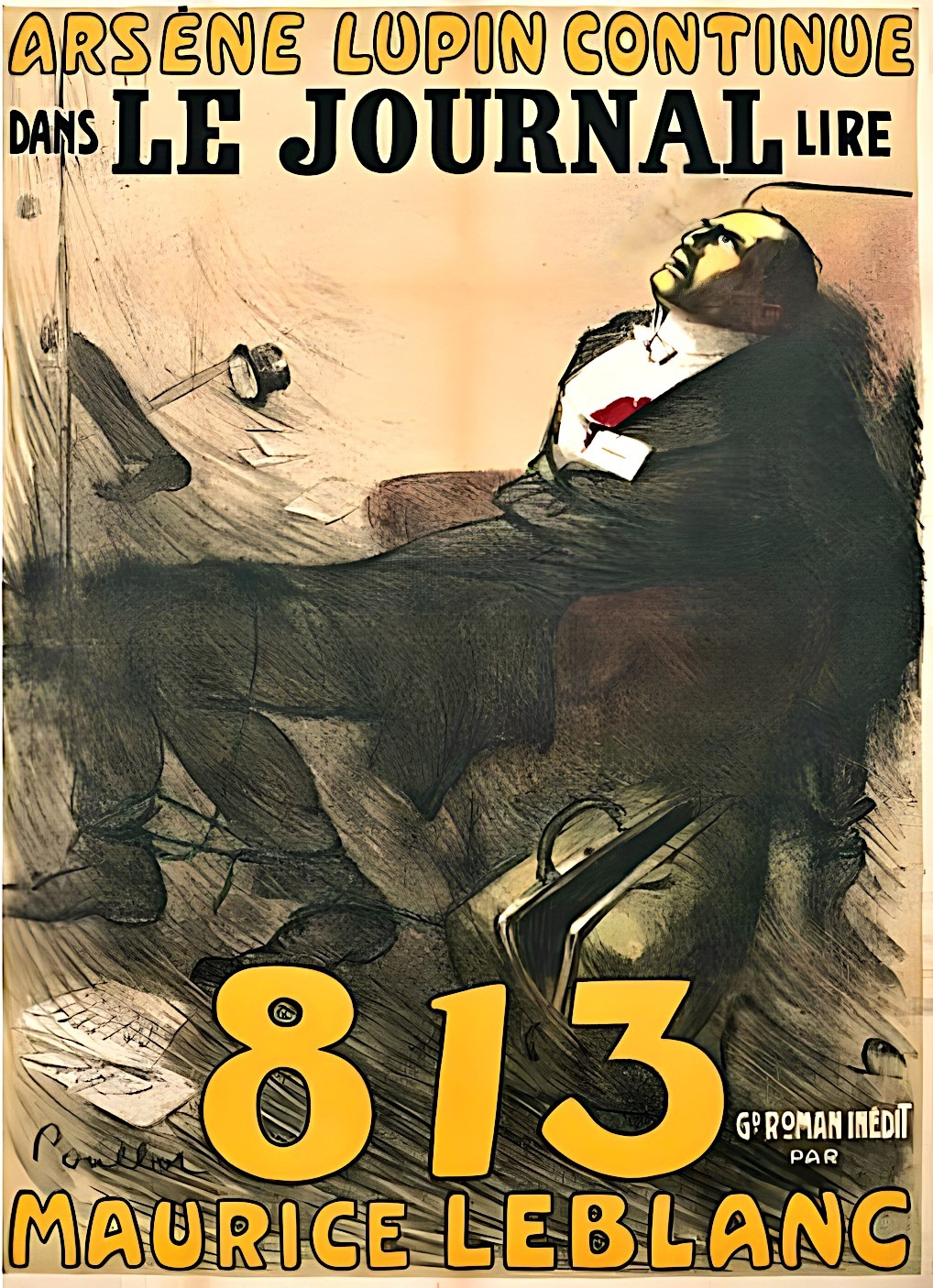
モーリス・ルブランの『8・1・3』のポスター(1910)
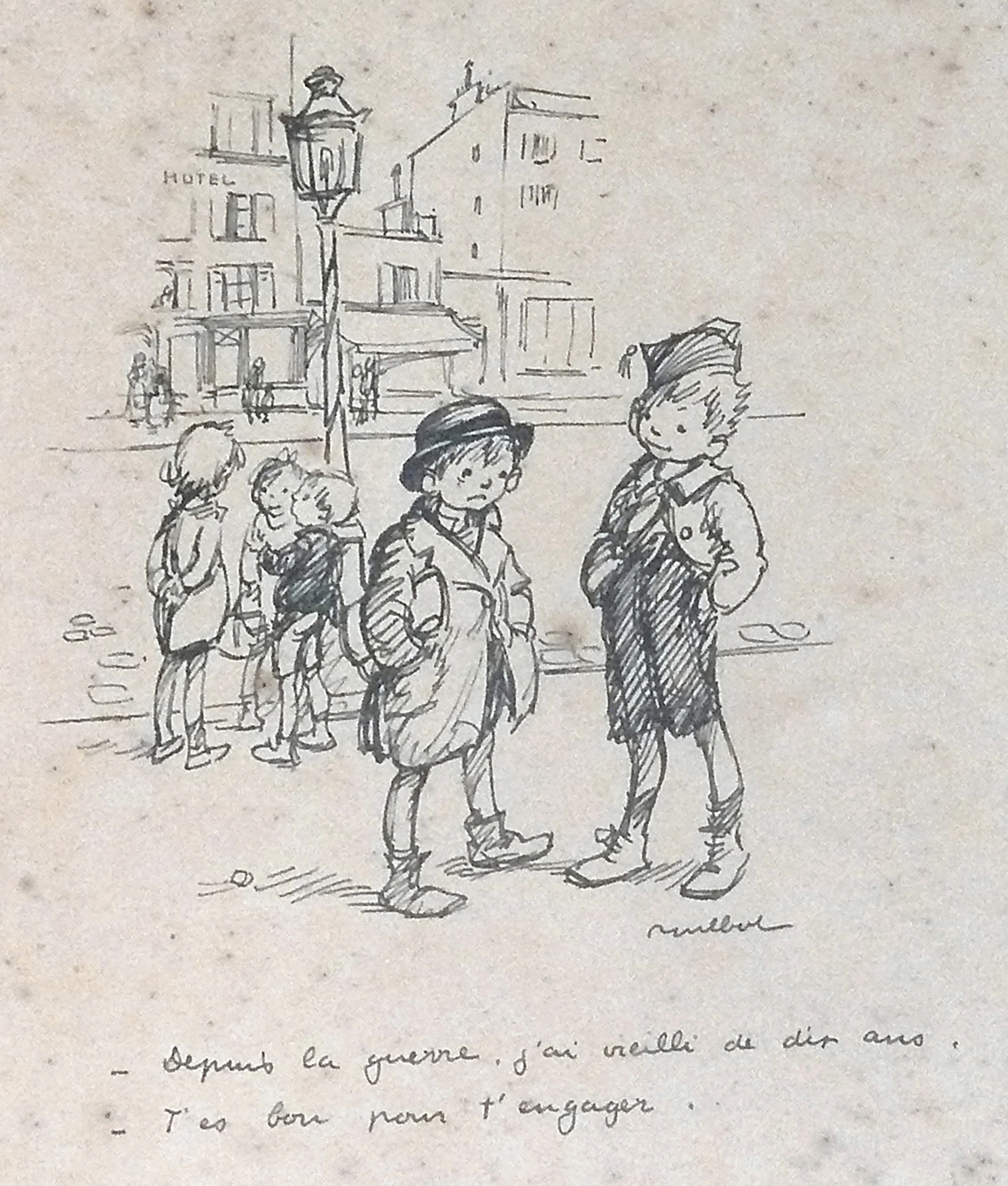